# باتريسيا فيلد
باتريسيا فيلد (بالإنجليزية: Patricia Field)‏ هي مصممة أزياء تقليدية أمريكية، ولدت في 12 فبراير 1941 في نيويورك في الولايات المتحدة.

## وصلات خارجية
- باتريسيا فيلد على موقع IMDb (الإنجليزية)
- باتريسيا فيلد على موقع قاعدة بيانات الفيلم (الإنجليزية)